# Сэн, Эдуар
Эдуар Александр Сэн (фр. Edouard Alexandre Sain; 13 мая 1830, Клюни — 26 июня 1910, Париж) — французский художник, представитель академической школы.

## Биография
Родился в семье сборщика налогов. Учился в Высшей школе искусств. Затем в 1847 году поступил в Школу изящных искусств в Париже, где был учеником Франсуа Эдуара Пико.
После завершения учёбы Э. Сэн в 1853 году дебютировал в Салоне, почти ежегодно выставлялся там, дважды был награждён медалями (1866 и 1885).
Интересовался историей. Бо́льшую часть своего вдохновения и идей он черпал из своих путешествий сначала в Пиренеи. В ноябре 1863 года Сэн отправился в Рим, а в 1864 году — в Неаполь. Осмотрел Везувии, посетил Помпеи. В том же году отправился на Капри.

## Творчество
Э. Сэн начинал как исторический и жанровый художник. Начиная с конца 1870-х годов, посвятил себя созданию преимущественно портретов и картин в жанре ню.
Был связан большой дружбой с художником Каролюсом-Дюраном.

## Награды
- Кавалер ордена Почётного легиона (1877)[4]

## Галерея

Избранные работы
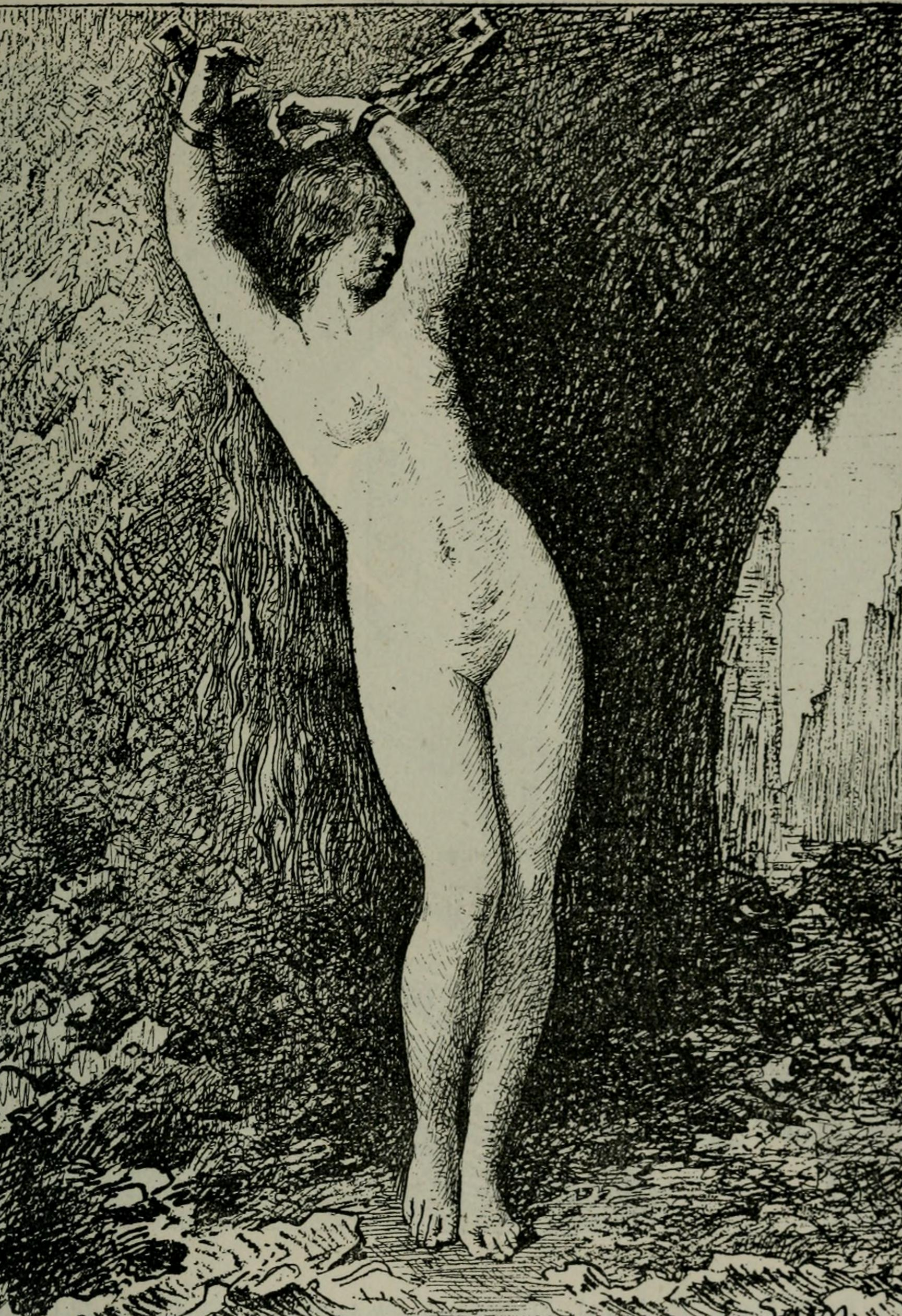
Андромеда (1883)
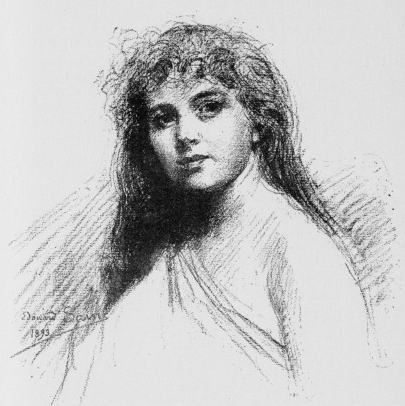
Этюд к портрету (1893)

Картины
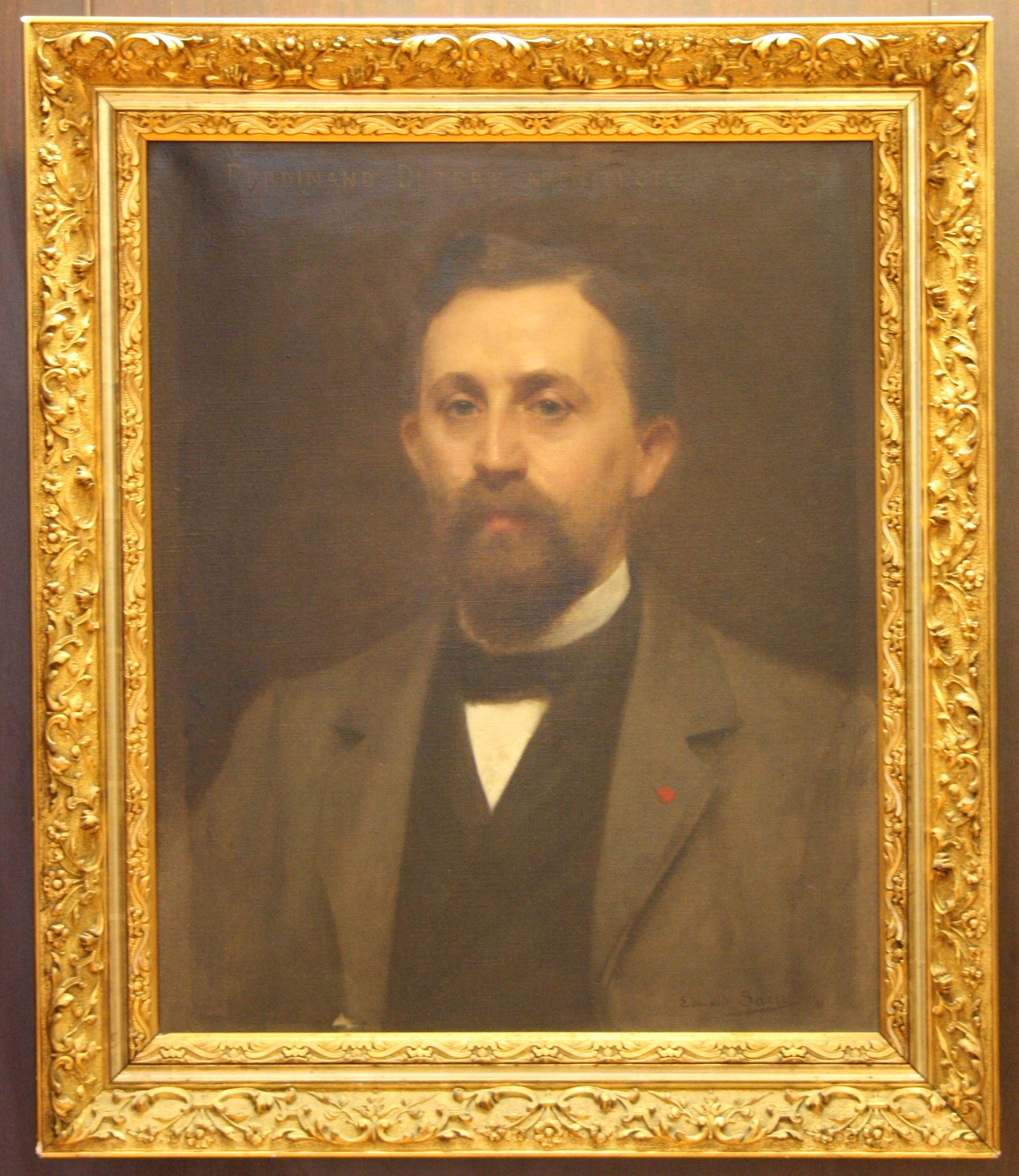
Мужской портрет (1891), Национальный музей естественной истории (Париж)
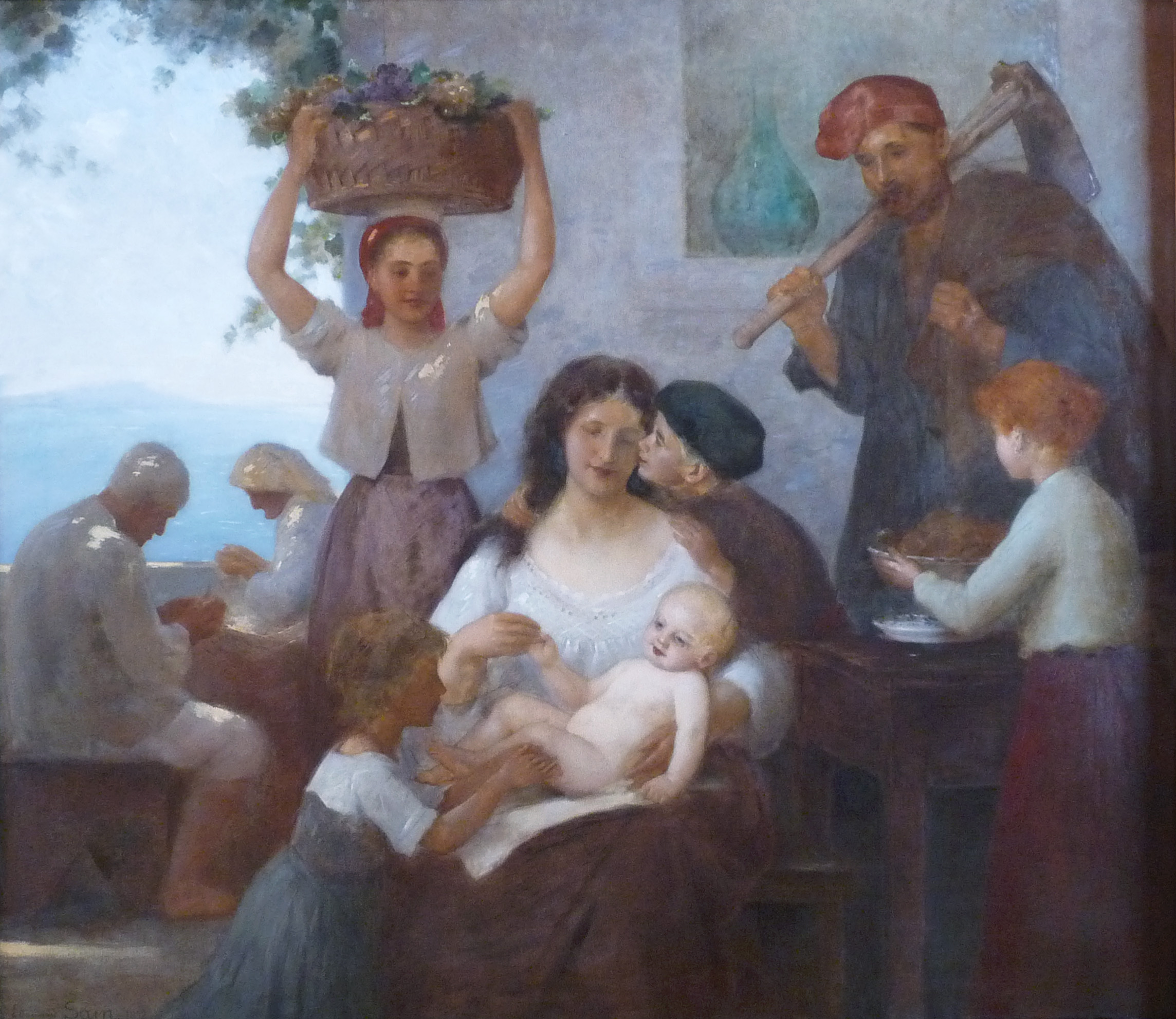
Семья (1892)
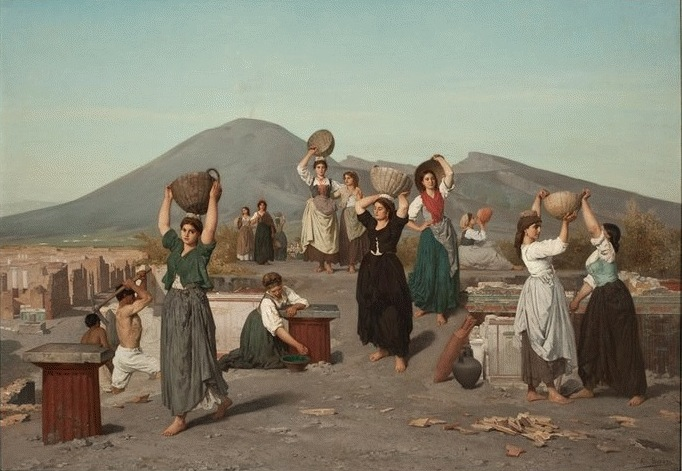
Раскопки Помпеи (1865), Музей Орсе
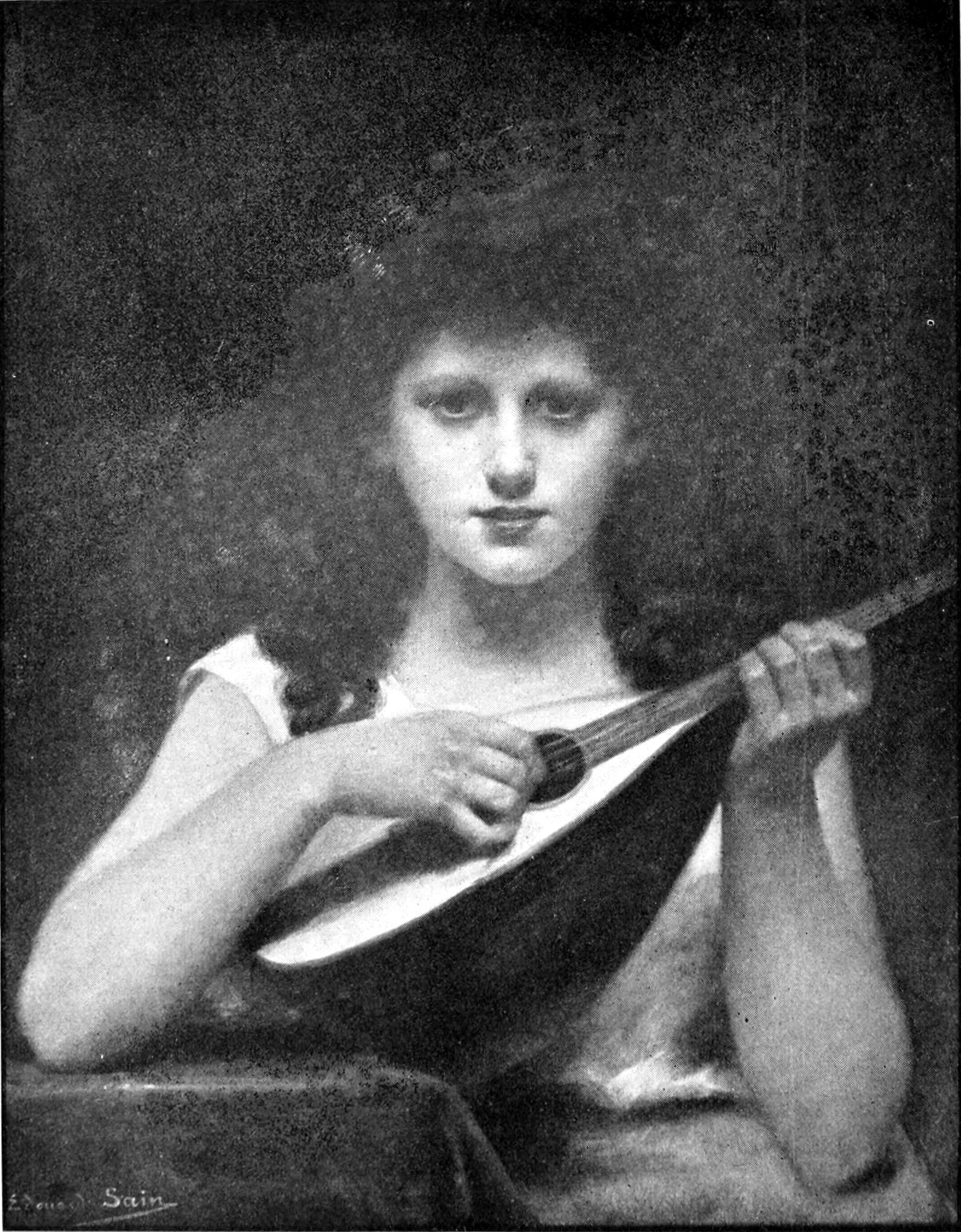
Играющая на мандолине